# Buttonwillow Raceway Park
O Buttonwillow Raceway Park é um autódromo localizado em Buttonwillow, estado da Califórnia, nos Estados Unidos, o circuito foi inaugurado em 1996 e possui um traçado de 4,98 km.